# Предзнаци уз кључ
У музичкој нотацији, стални предзнаци или предзнаци уз кључ или арматура су низ повисилица или снизилица које се постављају на линијски систем и које одређују које ноте треба да се свирају за један полустепен више или ниже.
Стални предзнаци се користе да би се избегло писање много повисилица или снизилица испред нота. Сваки дур и мол има своје стални/e предзнак/e који повишава/ју или снижава/ју ноту/е у њему. Стални предзнаци се односе на истоимене тонове у свим октавама.
Пишу се одмах после кључа, на почетку линијског система, иако могу да се појаве и у другим деловима композиције, посебно након двоструке тактице или завршнице. Дејство написаних сталних предзнака траје кроз комад или став све док се изричито не "откаже" другом арматуром. Речено показује следећи пример:

Ако се на почетку комада налази једна снизилица, свака нота ха у комаду, у било којој октави, ће се свирати као снижено ха (хес или бе), све док се испред ње не стави неки акцидентал. Погледај следећи пример у коме се у првом такту снижена нота ха разрешава, да би у другом такту арматура поново важила, на шта подсећа снизилица у загради ( сигурносни предзнак):

## Редослед писања предзнака иза кључа
Низ повисилица или снизилица које се пишу после кључа врши се по одређеном правилу. На пример, ако на почетку линијског система има једна повисилица, онда то мора да буде повисилица за тон еф (Фис). Или, ако на почетку линијског система има једна снизилица, онда то мора да буде снизилица за тон ха (хес или бе).
Квинтни круг навише
Писање предзнака иза кључа са повисилицама врши се по квинтном кругу, почев од С-дура (или паралелног а-мола) који нема ни једну повисилицу или снизилицу. Постепено повећање предзнака (идући у смеру казаљке на сату према десној слици) врши се додавањем једног предзнака више од пређашњег, и то увек на V ступњу (квинта) пређашње лествице.
Квартни круг нанииже
Писање предзнака иза кључа са снизилицама врши се по кварнтном кругу, почев од С-дура (или паралелног а-мола) који нема ни једну повисилицу или снизилицу. Постепено повећање предзнака (идући у супротном смеру од казаљке на сату према десној слици) врши се додавањем једног предзнака више од пређашњег, и то увек на IV ступњу (кварта) пређашње лествице.
|     | 7♭  | 6♭  | 5♭  | 4♭ | 3♭ | 2♭ | 1♭ | 0♭/ {\displaystyle \sharp } | 1 {\displaystyle \sharp } | 2 {\displaystyle \sharp } | 3 {\displaystyle \sharp } | 4 {\displaystyle \sharp } | 5 {\displaystyle \sharp } | 6 {\displaystyle \sharp } | 7 {\displaystyle \sharp } |
| Дур | Ces | Ges | Des | As | Es | B  | F  | C                           | G                         | D                         | A                         | E                         | H                         | Fis                       | Cis                       |
| Мол | as  | es  | b   | f  | c  | g  | d  | a                           | e                         | h                         | fis                       | cis                       | gis                       | dis                       | ais                       |